# Чероки (Северна Каролина)
Чероки (енгл. Cherokee) насељено је место без административног статуса у америчкој савезној држави Северна Каролина.

## Демографија
По попису из 2010. године број становника је 2.138.
| Група             | 2000.    | 2010.       |
| Белци             | 0 (0,0%) | 300 (14,0%) |
| Афроамериканци    | 0 (0,0%) | 10 (0,5%)   |
| Азијати           | 0 (0,0%) | 24 (1,1%)   |
| Хиспаноамериканци | 0 (0,0%) | 114 (5,3%)  |
| Укупно            | 0        | 2.138       |